# TV Kirchheimbolanden
Der Turnverein Kirchheimbolanden (kurz TV Kirchheimbolanden) ist ein Sportverein aus der pfälzischen Kleinstadt Kirchheimbolanden, deren  1. Herrenmannschaft der Basketballabteilung 1969 in die Basketball-Bundesliga aufstieg. Die  Basketballmannschaft stieg nach der Saison 1969/70, Gruppe Süd, jedoch direkt wieder ab. Aktuell spielt die erste Mannschaft der Herren in der Regionalliga Südwest, Gruppe Nord. Neben zwei weiteren Herrenmannschaften hat der die Basketballabteilung noch eine Damenmannschaft. Die Vereinsfarben sind grün-weiß. 
Der Verein ist ein Mehrspartensportverein. Es werden neben Basketball auch folgende Sportarten angeboten (Fehlende Sportarten bitte ergänzen): 
- Ju-Jutsu[2]
- Badminton